# Otočje Vega
Vegaøyan (norveško) ali otočje Vega je skupina otokov v Norveškem morju, ki približno ustreza občini Vega. Od leta 2004 je na Unescovem seznamu svetovne dediščine. Ta skupina približno 6500 majhnih otokov v okrožju Nordland, južno od arktičnega kroga, obdaja glavni otok Vega in je naseljen že od kamene dobe. Drugi otoki v skupini so Igerøya, Ylvingen in Søla.

## Geografija
Poleg približno 15 krat 15 km velikega glavnega otoka Vega z glavnim mestom Gladstad sta naseljena še otoka Ylvingen in Omnøy. Drugi otoki so Lanan in Skogsholmen. Na jugu otoka Vega prevladuje približno 800 m visoka gora Trolltinden, na severu pa barjanska pokrajina. Otoka Hysvær in Søla sta del ohranitvenega območja Hysvær/Søla. Druga zavarovana območja sta naravna rezervata Eidemsliene in Lånan/Skjærvær ter ptičja zavetišča Lånan, Flovær, Skjærvær in Muddværet.

## Zgodovina
Najstarejše naselbine na Vegi segajo 10.000 let nazaj v kameno dobo. To so najstarejše dokumentirane naselbine na severu Norveške. Verjetno so z ribami bogate vode Zalivskega toka zagotovile, da so se ljudje tam naselili.

## Opis
Otoki pričajo o značilnem varčnem načinu življenja, ki temelji na ribolovu in nabiranju puha rac, v negostoljubnem okolju. Obstajajo ribiške vasice, pomoli, hišice za gage (zgrajene za gnezdenje rac gag), kmetijska zemljišča in svetilniki. Obstajajo dokazi o poselitvi ljudi od kamene dobe naprej. Do 9. stoletja so otoki postali pomembno središče za oskrbo s puhom, ki naj bi predstavljal približno tretjino dohodka otočanov.
Otočje Vega odraža način, kako so generacije ribičev/kmetov v zadnjih 1500 letih vzdrževale trajnostno življenje v negostoljubni morski pokrajini blizu arktičnega kroga, ki temelji na zdaj edinstveni praksi nabiranja gagjega puha, in praznuje tudi njihov prispevek s strani žensk do procesa puha gage.
Dostop do otočja je s trajektom ali hitrim čolnom iz mesta Brønnøysund v občini Brønnøy, do katerega lahko pridete z letalom ali po cesti.

## Pomembno območje za ptice
BirdLife International je otočje označil za pomembno območje za ptice (IBA), ker podpira populacije sive in belolične gosi (Branta leucopsis), navadne gage (Somateria mollissima), lednega slapnika (Gavia immer), velikega kormorana, vranjeka, belorepca, morskega prodnika (Calidris maritima) in črne njorke (Cepphus grylle).

## Unescova svetovna dediščina
Julija 2004 je Unescov odbor za odločanje potrdil edinstvenost odprte kulturne krajine arhipelaga Vega in jo uvrstil na seznam svetovne dediščine. Na otokih arhipelaga Vega več kot 1500 letna zgodovina ribištva in kmetovanja priča o težkem življenju ribičev in njihovih žena, ki so tradicionalno predelovale puh rac gag. Ribiške vasi, račje farme, pomoli, skladišča in svetilniki ter naravna območja, oblikovana s kmetijsko rabo, ponazarjajo njihov način življenja.
Harmonično sobivanje »človeških« in »živalskih« prebivalcev na Vegi v večstoletnem prepletu narave in človeka je bilo za Unesco še posebej pomembno ob podelitvi statusa svetovne dediščine. Vsako leto v marcu prebivalci otočja Vega vabijo, da gnezdišča za race gage uredite pod kamnitimi zidovi, v lesenih zabojih ali v majhnih kočah iz valovitega železa. Vegine žene so v času gnezdenja skrbele za varnost gnezdečih rac. Ko so mladiči junija/julija odleteli in so race znova zapustile otoke, se je v teh hišah za gage zbiral puh, s katerim so race obložile gnezda. Iz puha so bile izdelane posebno kakovostne pernice. Puh se že od 9. stoletja prodaja po vsej Evropi. Nekatere od teh valilnic gag delujejo še danes. Na glavnem otoku Vega, v ribiškem pristanišču Nes, je majhen muzej in dokumentacijski center o gagi, imenovan E-huset.
20. aprila 2005 so s slovesnostjo na otoku Hysvær v navzočnosti norveške kraljice Sonje počastili vpis otočja Vega na Unescov seznam svetovne dediščine.